# Mathilde Gros
Mathilde Gros (Sainte-Catherine, 27 aprile 1999) è una pistard francese, campionessa del mondo 2022 di velocità e due volte campionessa europea di keirin, nel campionessa europea 2018 e nel 2019.

## Palmarès
- 2015 (Juniores)

Campionati francesi, 500 metri a cronometro Junior
- 2016 (Juniores)

Campionati europei, Velocità Junior
Campionati europei, 500 metri a cronometro Junior
Campionati francesi, 500 metri a cronometro
Campionati francesi, Keirin
- 2017 (Juniores/Elite)

Campionati europei, Keirin Junior
Campionati europei, Velocità Junior
Campionati europei, 500 metri a cronometro Junior
Campionati francesi, 500 metri a cronometro Junior
Campionati francesi, Keirin Junior
Campionati francesi, Velocità Junior
Campionati francesi, Velocità a squadre Junior (con Taky Marie-Divine Kouamé)
Campionati francesi, 500 metri a cronometro
Campionati francesi, Keirin
Campionati francesi, Velocità
Campionati del mondo, Velocità Junior
Campionati del mondo, 500 metri a cronometro Junior
Campionati del mondo, Keirin Junior
- 2018

Campionati europei, Keirin
Campionati francesi, Keirin
Campionati francesi, Velocità
- 2019

Campionati europei, Velocità Under-23
Campionati francesi, 500 metri a cronometro
Campionati francesi, Keirin
Campionati francesi, Velocità
Campionati europei, Keirin
- 2022

Belgian Track Meeting, Velocità
Belgian Track Meeting, Keirin
1ª prova Coppa delle Nazioni, Keirin (Glasgow)
3ª prova Coppa delle Nazioni, Velocità (Cali)
Campionati francesi, Keirin
Campionati francesi, Velocità
Campionati del mondo, Velocità
1ª prova Champions League, Velocità (Palma di Maiorca)
2ª prova Champions League, Velocità (Berlino)
3ª prova Champions League, Velocità (St. Quentin-en-Yv.)
5ª prova Champions League, Velocità (Londra)
- 2023

Campionati francesi, Keirin
Campionati francesi, Velocità
Campionati francesi, 500 metri a cronometro
Coppa delle Nazioni, Velocità (Jakarta)
- 2024

Coppa delle Nazioni, Velocità (Milton)

### Altri successi
- 2022

Classifica sprint Champions League

## Piazzamenti

### Competizioni mondiali
- Campionati del mondo su pista

Aigle 2016 - 500 metri a cronometro Junior: 4ª
Aigle 2016 - Velocità Junior: 5ª
Aigle 2016 - Keirin Junior: 7ª
Hong Kong 2017 - Velocità: 5ª
Montichiari 2017 - Velocità Junior: vincitrice
Montichiari 2017 - 500 metri a cronometro Junior: vincitrice
Montichiari 2017 - Keirin Junior: vincitrice
Apeldoorn 2018 - Velocità: 9ª
Apeldoorn 2018 - Keirin: 21ª
Pruszków 2019 - Velocità a squadre: 6ª
Pruszków 2019 - Velocità: 3ª
Pruszków 2019 - Keirin: 6ª
Berlino 2020 - Velocità: 12ª
Berlino 2020 - Keirin: 9ª
Roubaix 2021 - Velocità: 5ª
Roubaix 2021 - Keirin: 9ª
St. Quentin-en-Yvelines 2022 - Velocità a squadre: 5ª
St. Quentin-en-Yvelines 2022 - Velocità: vincitrice
St. Quentin-en-Yvelines 2022 - Keirin: 4ª
Glasgow 2023 - Velocità a squadre: 9ª
Glasgow 2023 - Velocità: 7ª
Glasgow 2023 - Keirin: 6ª
- Giochi olimpici

Tokyo 2020 - Keirin: 13ª
Tokyo 2020 - Velocità: 9ª
Parigi 2024 - Keirin: 8ª
Parigi 2024 - Velocità: 9ª

### Competizioni europee
- Campionati europei su pista

Montichiari 2016 - Velocità Junior: vincitrice
Montichiari 2016 - 500 metri a cronometro Junior: vincitrice
Montichiari 2016 - Keirin Junior: 7ª
Sangalhos 2017 - Velocità a squadre Under-23: 2ª
Sangalhos 2017 - Velocità Junior: vincitrice
Sangalhos 2017 - 500 metri a cronometro Junior: vincitrice
Sangalhos 2017 - Keirin Junior: vincitrice
Berlino 2017 - Velocità a squadre: 4ª
Berlino 2017 - Keirin: 4ª
Berlino 2017 - Velocità: 2ª
Glasgow 2018 - Velocità a squadre: 5ª
Glasgow 2018 - Velocità: 3ª
Glasgow 2018 - Keirin: vincitrice
Gand 2019 - Velocità Under-23: vincitrice
Gand 2019 - 500 metri a cronometro Under-23: 3ª
Gand 2019 - Keirin Under-23: 4ª
Apeldoorn 2019 - Velocità: 5ª
Apeldoorn 2019 - Keirin: vincitrice
Fiorenzuola d'Arda 2020 - Velocità Under-23: 4ª
Fiorenzuola d'Arda 2020 - 500 metri a cronometro Under-23: 4ª
Fiorenzuola d'Arda 2020 - Keirin Under-23: 6ª
Grenchen 2021 - Velocità: 3ª
Grenchen 2021 - Keirin: 11ª
Monaco di Baviera 2022 - Velocità a squadre: 4ª
Monaco di Baviera 2022 - Velocità: 2ª
Monaco di Baviera 2022 - Keirin: 5ª
Grenchen 2023 - Velocità a squadre: 4ª
Grenchen 2023 - Velocità: 4ª
Grenchen 2023 - Keirin: 6ª
Apeldoorn 2024 - Velocità a squadre: 5ª
Apeldoorn 2024 - Velocità: 4ª
Apeldoorn 2024 - Keirin: 4ª
- Giochi europei

Minsk 2019 - Keirin: 6ª
Minsk 2019 - Velocità: 2ª
Minsk 2019 - Velocità a squadre: 5ª